# トピラマート
トピラマート (英: Topiramate、略記: TPM) は、抗てんかん薬のひとつ。日本では2007年よりトピナの商品名で販売され、適応は他のてんかん薬で十分な効果がない部分発作に対する補助薬である。
CYP3A4によって主に代謝される。

## 開発と販売
トピラマートは、1979年にMcNeil PharmaceuticalのBruce E. MaryanoffとJoseph F. Gardockiによって発見された。初めはジョンソン・エンド・ジョンソングループのOrtho-McNeil NeurologicsとNoramcoによって生産されていた。
カナダではジェネリック版が入手可能であり、これらは米国でも2006年9月にアメリカ食品医薬品局 (FDA) によって認可された。トピラマートの最後の特許は小児科での使用だったが、これも2009年2月28日に切れた。
日本では2007年7月に製造販売が承認され、トピナの商品名で協和発酵キリン株式会社から発売されている。通常は他の抗てんかん薬との併用で、てんかんの部分発作の治療に用いられる。

## 機序
電位依存性ナトリウムチャネル抑制作用、電位依存性L型カルシウムチャネル抑制作用、AMPA/カイニン酸型グルタミン酸受容体機能抑制作用により脳内の興奮性神経伝達を抑える。加えてGABA存在下におけるGABAA受容体機能増強作用および炭酸脱水酵素阻害作用により抑制性神経伝達を強める。これにより抗てんかん作用を示す

## 適応
日本における適応は以下である。
- 他の抗てんかん薬で十分な効果が認められない、てんかん患者の部分発作（二次性全般化発作を含む）に対する抗てんかん薬との併用療法

海外では以下のような承認もある。成人の全般性強直間代発作に対する単剤・併用療法、小児の部分発作、全般性強直間代発作や部分発作の単剤・併用療法、小児のレノックス・ガストー症候群に関連した発作に対する併用療法。

## 副作用
傾眠、体重減少、浮動性めまい、無食欲および大食症などの摂食異常、抑うつ状態、注意力・記銘力低下、言語障害、知覚障害、反射運動能力低下など 。
また添付文書では、自殺企図や自殺念慮の既往歴における症状悪化や、それらを生じさせる海外の試験結果について記載されている。
重篤な副作用
- 代謝性アシドーシス
- 閉塞隅角緑内障・急性近眼（視力の急激な低下）
- 乏汗（汗が出なくなる）、およびそれに伴う高体温・高熱
- 腎・尿路結石
- 催奇形性（胎児への影響）

従来の抗てんかん薬と比べ、スティーブンス・ジョンソン症候群、重篤な肝障害、血液系の副作用は少ないとされる。
抗てんかん薬全般に言えることであるが、連用中における投与量の急激な減少ないし中止により、てんかん重積状態が生じるおそれがあり、慎重に漸減する。

## 慎重投与
- 閉塞隅角緑内障の患者
  - 症状が悪化するおそれがある。
- アシドーシスの素因を有する患者又はアシドーシスを来しやすい治療を受けている患者
  - 高クロール性の代謝性アシドーシスが生じるおそれがある。
- 腎機能障害、肝機能障害のある患者
  - 本剤のクリアランスが低下することがある。
- 自殺企図の既往及び自殺念慮を有するうつ病の患者
  - 症状が悪化するおそれがある。
- 65歳以上の高齢者
  - 高齢患者にトピラマート100mgを単回経口投与した場合、成人に比べ最高血中濃度及びAUC0〜∞はそれぞれ23%～25%増加し、半減期は約13%延長する。